# Aubres (Meteorit)
Koordinaten: 44° 23′ 0″ N, 5° 10′ 0″ O
Der Meteorit Aubres (Synonym: Nyons) ist ein Steinmeteorit (Enstatit-Achondrit) und Namensgeber der seltenen Meteoritenklasse Aubrit, von der es derzeit (Stand 8. Februar 2024) 81 offiziell bestätigte Meteoriten gibt (davon ca. zehn, deren Fall beobachtet wurde).

## Fall
Der Aubres-Meteorit fiel am 14. September 1836 etwas nördlich von Aubres, östlich von Nyons (Frankreich), der genaue Ort des Falles ist jedoch unbekannt. Er fiel auf eine damals gepflasterte Straße ganz in der Nähe eines Schäfers. Dieser gab den Meteoriten seinem „Herrn“ (master), der ihn in Teile zerbrach und ihn fast zehn Jahre lang in einem Regal aufbewahrte. Ein örtlicher Gelehrter erfuhr schließlich von der Existenz des Meteoriten und kaufte ihn 1845. Von der ursprünglichen Masse (geschätzt etwa 800 Gramm), blieben nur 567 g (laut J. R. Gregory) bzw. 667 g (laut A. Lacroix, 1927); der Rest der Masse ging verloren.

## Mineralogie
Der Fall des Aubres-Meteoriten ist der erste bezeugte Fall eines Aubriten, der Meteorit selbst ist Typus für diese relativ seltene Klasse. Aubrite sind Enstatit-Achondrite; d. h. ihre Zusammensetzung wird dominiert von Enstatit, einem nahezu reinen magnesiumhaltigen Pyroxen. Aubrite sind im Vergleich zu (fast allen) anderen Meteoritentypen anfälliger für chemische Angriffe durch die Luft und das Wasser der irdischen Umgebung (Verwitterung) – daher werden bezeugte Aubritenfälle besonders geschätzt, wenn der Stein kurz nach dem Fall mit einer noch relativ unveränderten „prä-terrestrischen“ Mineralogie (nämlich ohne größere Kontamination) geborgen werden kann.
Spätere, aber massivere Aubritenfälle sind beispielsweise Norton County (1,07 Tonnen, USA) und Cumberland Falls (24 kg, USA); sie boten aufgrund des Mehrs an Material größere Möglichkeiten für Analysen als der ursprüngliche Aubres-Meteorit.
Weitere Aubrite sind Bustee (Indien, 1852) und der im Januar 2024 bei Ribbeck etwa 50 km westlich von Berlin niedergegangene 1-Meter-Asteroid 2024 BX1 („Berlin-Meteorit“).

## Fotogalerie
- Aubres (Aubrite). Lunar And Planetary Institute (LPI), Quelle: Encyclopedia of Meteorites (Foto #5805255).
- (Aubrite). Lunar And Planetary Institute (LPI), Quelle: Encyclopedia of Meteorites (Foto #5805256).